# Kenth Eldebrink
Kenth Enar Eldebrink (né le 14 mai 1955 à Morjärv) est un athlète suédois spécialiste du lancer du javelot. 

## Biographie
Aux Jeux olympiques de 1984, Kenth Eldebrink remporte la médaille de bronze au lancer du javelot derrière le Finlandais Arto Härkönen et le Britannique Dave Ottley.
Il est le frère du joueur de hockey sur glace Anders Eldebrink et le père des joueuses de basket-ball Elin et Frida Eldebrink.

### Palmarès
| Date | Compétition           | Lieu        | Résultat | Performance |
| ---- | --------------------- | ----------- | -------- | ----------- |
| 1982 | Championnats d'Europe | Athènes     | 11e      | 76,76 m     |
| 1983 | Championnats du monde | Helsinki    | 6e       | 83,28 m     |
| 1984 | Jeux olympiques       | Los Angeles | 3e       | 83,72 m     |

### Records
| Épreuve           | Performance | Lieu      | Date             |
| ----------------- | ----------- | --------- | ---------------- |
| Lancer du javelot | 91,14 m     | Stockholm | 4 septembre 1983 |